# WGZ Bank
Die WGZ Bank AG Westdeutsche Genossenschafts-Zentralbank (kurz WGZ Bank; Eigenschreibweise WGZ BANK AG Westdeutsche Genossenschafts-Zentralbank) mit Sitz in Düsseldorf war bis zu ihrer Verschmelzung mit der DZ Bank am 29. Juli 2016 die Zentralbank der rund 200 Volks- und Raiffeisenbanken im Rheinland sowie in Westfalen. Sie unterhielt Niederlassungen in Koblenz und Münster. Gemäß Satzung war der Zweck der WGZ Bank die wirtschaftliche Förderung und Stärkung ihrer Mitgliedsbanken. Die Volksbanken und Raiffeisenbanken waren als Mitgliedsbanken sowohl Hauptkundengruppe als auch Hauptanteilseigner der WGZ Bank.
Neben ihrer Funktion als Zentralbank war die WGZ Bank Geschäfts- und Handelsbank für Firmenkunden und Kapitalmarktpartner. Sie war traditioneller Finanzierungspartner des nordrhein-westfälischen Mittelstandes.
Die WGZ-Bank-Gruppe erreichte im Jahr 2015 eine Bilanzsumme von rund 89,8 Mrd. Euro, wovon 47,8 Mrd. Euro auf die WGZ Bank AG Westdeutsche Genossenschafts-Zentralbank entfielen.
Die WGZ Bank und die DZ Bank haben am 19. November 2015 die Fusion beider Institute angekündigt, die auf den Hauptversammlungen am 21. und 22. Juni 2016 beschlossen wurde. Die Fusion wurde mit dem Eintrag ins Handelsregister am 29. Juli 2016 rechtlich vollzogen.
Die WGZ Bank war in die genossenschaftliche Finanzgruppe eingebunden, der rund 1100 Volks- und Raiffeisenbanken, zwei Zentralbanken (WGZ und DZ Bank), Verbundunternehmen und Sonderinstituten mit rund 190.000 Mitarbeitern angehörten. Sie war Mitglied des Rheinisch-Westfälischen Genossenschaftsverbands (RWGV), aus welchem überwiegend die eigenen Mitglieder stammen.

## Geschichte
Die Geschichte der WGZ Bank war geprägt durch die Ursprünge und Leitgedanken des Genossenschaftswesens, die auf Friedrich Wilhelm Raiffeisen und Hermann Schulze-Delitzsch zurückgehen.
Im Jahr 1866 gab es in der preußischen Rheinprovinz bereits die ersten ländlichen Kreditgenossenschaften für Kunden aus Landwirtschaft und Gewerbe. Für Raiffeisen war es wichtig, den kleinen, von der Landwirtschaft saisonal beanspruchten Spar- und Darlehnskassenvereinen einen gemeinschaftlichen Rückhalt durch eine starke Zentralbank zu bieten. Auch Schulze-Delitzsch entschied sich später aufgrund zeitweiliger Finanzierungsprobleme der Volksbanken ebenfalls für die Gründung eines zentralen Refinanzierungsinstituts, das den lokalen Kreditgenossenschaften über Phasen der Anspannung hinweghelfen und Gemeinschaftsaufgaben übernehmen sollte. Die ersten Zentralbanken mit regionaler Zuständigkeit entstanden bereits in der zweiten Hälfte des neunzehnten Jahrhunderts.
Die Wege zur WGZ Bank als Zentralinstitut der Volksbanken und Raiffeisenbanken in Westfalen und der früheren preußischen Rheinprovinz verliefen durchaus verschlungen. Neben der Ländlichen Centralkasse, Münster, der Genossenschaftlichen Zentralbank Rheinland, Köln (1892 gegründet), und der Zentralkasse westdeutscher Volksbanken, Münster/Köln (1897 gegründet), hat es noch etwa ein Dutzend weiterer Vorfahren der WGZ Bank gegeben. Während es im Rheinland früher zu Fusionen kam, vereinigten sich die zwei Banken am Standort Münster erst 1970 mit der Genossenschaftlichen Zentralbank Rheinland in Köln zur Westdeutschen Genossenschafts-Zentralbank eG.
Mit dem Erwerb eines Anteils von 60 % am Aktienkapital der Zürcher Uto Bank im Jahr 1997 erweiterte die WGZ-Bank ihr internationales Privatkundengeschäft (Weitere 20 % des Kapitals erwarb die Deutsche Apotheker- und Ärztebank. Im Jahr 2000 wurde die Uto Bank gänzlich an den südamerikanischen Bankier Joseph Safra weiterverkauft.)
Im Jahr 1999 hat sich die WGZ Bank unter dem Leitmotiv „WGZ Bank – Die Initiativbank“ neu positioniert. Im Rahmen der Neupositionierung wurde auch das Kundenmagazin Initiativbanking aus der Taufe gehoben. Am 30. August 2005 folgte mit der Umstellung des Unternehmenslogos die Annäherung an das Erscheinungsbild der Volksbanken und Raiffeisenbanken.
Die seit Längerem andauernden Gespräche über eine Fusion der WGZ Bank mit ihrem Schwesterinstitut DZ Bank wurden im September 2006 wieder intensiviert, jedoch zum Ende des Jahres 2006 wieder abgebrochen.
Im Jahr 2008 wurden die Gespräche mit der DZ Bank wieder aufgenommen und von beiden Instituten eine Absichtserklärung verfasst, wonach die WGZ Bank bis zum Frühsommer 2009 rückwirkend zum 1. Januar 2009 auf die DZ Bank verschmolzen werden sollte. Am 1. April 2009 teilten beide Institute mit, dass sie ihre Fusionsgespräche nicht weiter verfolgen. Grund hierfür war, dass trotz intensiver und gründlicher Due-Diligence-Phase die WGZ-Anteilseigner etwaige Bewertungsrisiken der DZ Bank für nicht ausreichend berücksichtigt befanden.
Im Jahr 2011 wurde die Konzerntochter WGZ Bank Luxembourg S.A. mit der zur DZ Bank gehörenden DZ Privatbank fusioniert, die auch 2012 das Private-Banking-Geschäft in Düsseldorf übernahm.
Am 19. November 2015 teilten WGZ Bank und DZ Bank mit, dass der Zusammenschluss zum 1. August 2016 erfolgen soll. Am 21./22. Juni 2016 stimmten die Anteilseigner beider Institute auf den jeweiligen Hauptversammlungen der Fusion zu. Die Zustimmung lag bei jeweils über 99 Prozent des Kapitals. Die Fusion wurde mit Eintrag ins Handelsregister am 29. Juli 2016 rechtlich vollzogen. Das neue Institut firmiert als „DZ Bank. Die Initiativbank“ und ist am 1. August 2016 an den Start gegangen. Es ist damit Zentralinstitut für gut 1000 Volks- und Raiffeisenbanken.

## Kennzahlen
| WGZ Bank             | 2009  | 2010  | 2011  | 2012  | 2013  | 2014  | 2015  |
| -------------------- | ----- | ----- | ----- | ----- | ----- | ----- | ----- |
| Bilanzsumme (Mrd. €) | 47    | 47    | 51    | 52    | 51,4  | 48,3  | 47,8  |
| Mitarbeiterzahl      | 1.111 | 1.135 | 1.186 | 1.186 | 1.226 | 1.242 | 1.278 |

## Aktionärsstruktur
Die Mitgliedsbanken hatten ihre Aktienanteile an der WGZ Bank weitestgehend in der WGZ Beteiligungs GmbH & Co. KG gebündelt. Der Zweck der Beteiligungsgesellschaft beschränkte sich auf das Verwalten und Erwerben von WGZ-Bank-Aktien. Sie ist zur wirtschaftlichen Förderung ihrer Gesellschafter, den Mitgliedsbanken, und zur Unterstützung der WGZ Bank bei der Erfüllung ihrer satzungsmäßigen Aufgaben verpflichtet.

## Tochterunternehmen
WGZ Immobilien + Treuhand
Die WGZ Immobilien + Treuhand GmbH mit Sitz in Münster und Koblenz ist nunmehr eine Tochtergesellschaft der Volksbank BRAWO eG.
Zu den Geschäftsfeldern der WGZ Immobilien + Treuhand GmbH gehören die Baulandentwicklung und die Immobilienbewertung.
WL Bank
Die WL Bank mit Sitz in Münster, Düsseldorf und Berlin vergibt langfristige Immobilienkredite für überwiegend wohnwirtschaftliche Objekte. Außerdem stellt sie über Pfandbriefemissionen Refinanzierungsmittel für die genossenschaftliche Finanzgruppe bereit.
WGZ Bank Irland
Die Hauptaktivitäten der WGZ Bank Ireland konzentrierten sich auf die Sicherstellung der mittel- bis langfristigen Refinanzierung der im Geschäftsgebiet der WGZ Bank ansässigen Genossenschaftsbanken, die Teilnahme am internationalen Konsortialkreditgeschäft sowie das Wertpapiergeschäft.

## Inlandsbeteiligungen
- Bausparkasse Schwäbisch Hall AG
- Börse Düsseldorf AG
- VR Payment GmbH
- Deutscher Genossenschafts-Verlag eG
- DZ Bank AG Deutsche Zentral-Genossenschaftsbank
- Fiducia & GAD IT AG
- GGB-Beratungsgruppe GmbH
- Münchener Hypothekenbank eG
- R+V Versicherung AG
- Service-Direkt Telemarketing Verwaltungsgesellschaft mbH
- Union-Investment-Gruppe
- VR-Leasing AG
- VR-NetWorld GmbH
- VR-BankenService GmbH
- VR Equitypartner GmbH
- VR Corporate Finance GmbH
- VR-PrivateBanking

## Auslandsbeteiligungen
- DZ Privatbank S.A., Luxemburg
- Österreichische Volksbanken-AG Österreich, Wien
- Uto Bank AG, Zürich (60 %)
- Volksbank International AG, Österreich, Wien